# Optischer Verstärker
Ein optischer Verstärker ist ein Gerät, das ein eingehendes optisches Signal beim Durchgang verstärkt, ohne es zwischendurch in ein elektrisches Signal umgewandelt zu haben.
Die Verstärkung beruht auf stimulierter Emission, die vom zu verstärkenden Signal ausgelöst wird. Ein optischer Verstärker ist ein Laser in seiner ursprünglichsten Form ohne optischen Resonator.
Im Gegensatz zu regenerativen Verstärkern arbeiten sie unabhängig von der Modulation des optischen Signals und werden daher manchmal auch als „transparent“ bezeichnet. Diese Eigenschaft und die große Verstärkerbandbreite ist vor allem beim Einsatz von Wellenlängenmultiplexverfahren (WDM) wichtig. Optische Verstärker werden, seit eine hohe Zuverlässigkeit gewährleistet ist, für alle weiträumigen Glasfaserverbindungen wie zum Beispiel die Transatlantikstrecken eingesetzt.
Die meisten optischen Verstärker emittieren auch spontan Photonen, die dann ebenfalls verstärkt werden. Dieser unerwünschte Effekt wird ASE genannt (engl. amplified spontaneous emission, siehe auch unter: Superlumineszenz). Die durch ASE hervorgerufene Strahlung ist inkohärent und unpolarisiert. ASE ist einer der Faktoren, der die Anzahl der kaskadierbaren Verstärker begrenzt. Das Verhältnis der gesamten Leistung eines Signals zu der Rauschleistung bei der Signalfrequenz in einer geringen Bandbreite (meist 0,1 nm) wird als Optisches Signal-Rausch-Verhältnis (OSNR) bezeichnet und auf die Bandbreite bezogen in dB angegeben (z. B. dB/0,1 nm).

## Erbium-dotierte Faserverstärker (EDFA)
Bei Erbium-dotierten Faserverstärkern (engl. erbium-doped fiber amplifier, EDFA) wird eine herkömmliche Glasfaser auf einer Länge von einem bis etwa 100 Metern mit Erbium dotiert. Dieser Faserabschnitt wird dann mit Hilfe eines Halbleiterlasers optisch gepumpt.
Typische Werte für kommerzielle EDFAs:
- Betriebswellenlänge
  - C-Band (ca. 1530–1560 nm)
  - L-Band (ca. 1570–1600 nm).
  - S-Band (unter 1480 nm) benötigt andere Dotiersubstanzen.
- geringes Rauschen mit einer Rauschzahl von 3–6 dB
- hohe Verstärkung (20–40 dB) und geringe Abhängigkeit von der Polarisation des Lichtsignals.
- max. optische Ausgangsleistung: 10–35 dBm
- interne Verstärkung: 25–50 dB
- Verstärkungsabweichung: ±0,5 dB
- Länge der aktiven Faser: 10–60 m für C-Band-EDFAs und 50–300 m für L-Band-EDFAs
- Anzahl der Pumplaser: 1–6
- Pumpwellenlänge: 980 nm oder 1480 nm

EDFA wurden zuerst 1987 durch eine Gruppe an der University of Southampton um David N. Payne und an den Bell Laboratories (Emmanuel Desurvire und andere) demonstriert. Mit den EDFA gelang ab Ende der 1980er Jahre der Durchbruch für Glasfaserübertragung optischer Signale auf sehr lange Distanzen.

## Halbleiterlaserverstärker (SOA)
Halbleiterlaserverstärker (engl. semiconductor optical amplifier, SOA) sind wie Halbleiterlaser aufgebaut, haben jedoch an den Stirnflächen, an denen das Licht austritt, eine Antireflexionsbeschichtung damit keine unerwünschten Resonanzeffekte entstehen. Meist werden sie mit Monomodefasern betrieben.
Halbleiterlaserverstärker sind in puncto Verstärkung, Rauschen und Polarisationsabhängigkeit den EDFAs unterlegen, jedoch ergibt sich auf Grund der guten Integrierbarkeit ein Preisvorteil.
In abstimmbaren Laser ITLA werden Halbleiterverstärker im selben Gehäuse integriert, um eine höhere Ausgangsleistung zu erzielen.
Im Gegensatz zu den Faserverstärkern ändert sich die Anregung in Halbleiterverstärkern sehr schnell, so dass es zu einer gegenseitigen Beeinflussung kommt, wenn mehrere Signale gleichzeitig verstärkt werden. Das kann zu unerwünschtem Übersprechen führen, aber auch für schnelles optisches Schalten oder zur optischen Frequenzumsetzung genutzt werden.
Typische Werte:
- Betriebswellenlänge: vor allem 1300 und 1500 nm (aktives Medium: InGaAsP)
- Verstärkung: bis 30 dB Chip alleine und ca. 20 dB inklusive Verluste an den Kontaktflächen
- Max. optische Ausgangsleistung: 5 dBm
- Bandbreite: 25 nm

Für hohe optische Leistungen, die im wissenschaftlichen Bereich, z. B. bei Laserkühlung, Bose-Einstein-Kondensation und Laserspektroskopie benötigt werden, hat sich ein Halbleiterlaserverstärker mit einer trapezförmigen Struktur durchgesetzt. Die trapezförmige Sektion wird benötigt, um die Leistungsdichte an der Austrittsfacette zu reduzieren.
Typische Werte:
- Betriebswellenlänge: von 633 bis 1480 nm
- Eingangsleistung: 10 bis 50 mW
- optische Ausgangsleistung: bis 3 Watt

## Raman-Verstärker
Bei Raman-Verstärkern bedient man sich der so genannten Ramanstreuung. Bei Einstrahlung einer optischen Pumpwelle (hoher Intensität) werden in Quarzglasfasern die Photonen an den Siliciumdioxid-Molekülen gestreut. Dabei geht ein Teil der Energie in Phononen über und der Rest wird als Photonen niedrigerer Energie gestreut. Dieser Prozess findet zunächst spontan statt, kann jedoch auch über die zu verstärkende Signalwelle stimuliert werden. Man spricht dann von stimulierter Ramanstreuung.
Vorteile gegenüber EDFA sind:
- hohe Bandbreite: C- und L-Band gleichzeitig
- Verstärkungsbereich über die Pumpwellenlänge einstellbar
- die über die gesamte Faser verteilte Verstärkung führt zu besserem Signal-Rausch-Verhältnis

Das Prinzip wurde schon von Erich P. Ippen und Rogers H. Stolen 1973 demonstriert. Der Vorteil für Signalübertragung über große Distanzen wurde schon in den 1980er Jahren ausgenutzt (z. B. Linn F. Mollenauer an den Bell Laboratories), wurde aber zunächst durch die Einführung der EDFAs in den Hintergrund gedrängt und erlebten erst im Lauf der 1990er Jahre einen Aufschwung.